# 木原清
木原 清（きはら きよし、1876年（明治9年）4月25日 - 1940年（昭和15年）9月23日）は、日本陸軍の軍人。最終階級は陸軍中将。

## 経歴
東京府出身。旧幕臣・木原白照の長男として生れる。東京府立一中卒業を経て、1896年（明治29年）11月、陸軍士官学校（8期）を卒業。1897年（明治30年）6月、歩兵少尉に任官し歩兵第1連隊付となる。1903年（明治36年）11月、陸軍大学校（17期）を卒業。
1904年（明治37年）4月、陸士教官となり、近衛師団参謀を経て、1909年（明治42年）11月、歩兵少佐に昇進し歩兵第49連隊付に発令。1912年（大正元年）8月、陸軍運輸部基隆支部長に就任し、参謀本部員に異動。1915年（大正4年）8月、歩兵中佐に進級。1916年（大正5年）11月、歩兵第77連隊付となり、1917年（大正6年）7月からイギリス軍に従軍。1918年（大正7年）7月、歩兵大佐に昇進。同年8月、参謀本部課長に転じ、1922年（大正11年）12月、陸軍少将に進級し歩兵第25旅団長となった。
1923年（大正12年）8月、参謀本部第3部長に就任し、1927年（昭和2年）7月、陸軍中将に進み運輸部長となる。1930年（昭和5年）8月、第12師団長に親補され、東京警備司令官に転じ、1933年（昭和8年）3月に予備役編入となった。その後、南満州鉄道顧問、徳川家家令を務めた。

## 栄典
- 1897年（明治30年）10月15日 - 正八位[5]
- 1927年（昭和2年）9月1日 - 従四位[6]
- 1933年（昭和8年）4月28日 - 従三位[7]

## 親族
- 義兄 塩島美雄（海軍中佐）[1]
- 子女：山田流箏曲山勢流5代目家元山田松韻（家元引退後　山勢崇華：1916-2003）及び6代目家元山田松韻（01年重要無形文化財保持者認定）（1932-　）[要出典]